# Japón en los Juegos Olímpicos de Innsbruck 1964
Japón estuvo representado en los Juegos Olímpicos de Innsbruck 1964 por un total de 47 deportistas que compitieron en 8 deportes.  
El portador de la bandera en la ceremonia de apertura fue el saltador en esquí Sadao Kikuchi. El equipo olímpico japonés no obtuvo ninguna medalla en estos Juegos.